# پرسکات (آرکانزاس)
پرسکات (آرکانزاس) (به انگلیسی: Prescott, Arkansas) یک شهر در ایالات متحده آمریکا با جمعیت ۳٬۶۸۶ نفر است که در آرکانزاس واقع شده‌است.

## موقعیت جغرافیایی
موقعیت جغرافیایی شهرها و مناطق اطراف به شرح زیر است: